# Ioichthys kashkini
Ioichthys kashkini är en fiskart som beskrevs av Nikolai V. Parin 2004. Ioichthys kashkini ingår i släktet Ioichthys och familjen Opisthoproctidae. Inga underarter finns listade i Catalogue of Life.